# Peter Nicolaisen
Peter Nicolaisen (* 13. April 1936 in Hamburg; † 23. Februar 2013 in Flensburg) war ein deutscher Anglist, Literaturwissenschaftler und Hochschullehrer, der sich insbesondere mit amerikanischer Literatur beschäftigte und durch seine Monografien über Autoren wie William Faulkner und Joseph Conrad bekannt wurde.

## Leben
Nach dem Abitur absolvierte Nicolaisen ein Studium der Anglistik und Literaturwissenschaften an der Christian-Albrechts-Universität zu Kiel und absolvierte zwischenzeitlich auch Studienaufenthalte in den Südstaaten der USA. 1963 legte er an der Universität Kiel seine Promotion zum Dr. phil. mit einer Dissertation über den Dichter Edward Taylor mit dem Titel Die Bildlichkeit in Edward Taylors Preparatory Meditations ab.
In der Folgezeit arbeitete er als Wissenschaftlicher Mitarbeiter sowie Wissenschaftlicher Assistent an der Universität Kiel und widmete sich schwerpunktmäßig der Amerikanistik sowie der Kultur- und Literaturgeschichte der USA. 1977 legte er an der Christian-Albrechts-Universität zu Kiel seine Habilitation mit einer Habilitationsschrift über Ernest Hemingway mit dem Titel Die Darstellung der Wirklichkeit im Frühwerk Ernest Hemingways ab. Danach entstanden Monografien über Autoren wie William Faulkner und Joseph Conrad, die auch in andere Sprachen wie Katalanisch, Portugiesisch und Türkisch übersetzt wurden.
Zuletzt nahm Nicolaisen den Ruf auf eine Professur am Englischen Seminar der 1994 gegründeten Universität Flensburg an und lehrte dort bis zu seiner Emeritierung. Zeitweise wirkte er auch als Gastprofessor an verschiedenen Universitäten der USA. Durch seine 1995 erschienene Monografie über den dritten US-Präsidenten Thomas Jefferson trug er mit zur Versachlichung der Debatte über dessen Haltung zur Sklaverei bei. In seinen letzten Lebensjahren veröffentlichte er darüber hinaus auch Anthologien über die Literatur Norddeutschlands mit Texten von Autoren wie Theodor Storm und Wilhelm Lehmann.

## Veröffentlichungen
- Die Bildlichkeit in Edward Taylors Preparatory Meditations, Dissertation, Kiel 1964
- Die Bildlichkeit in der Dichtung Edward Taylors, Neumünster 1966
- Die Darstellung der Wirklichkeit im Frühwerk Ernest Hemingways, Habilitation, Kiel 1977
- Ernest Hemingway – Studien zum Bild der erzählten Welt, Neumünster 1979, ISBN 3-529-03212-3
- William Faulkner: in Selbstzeugnissen und Bilddokumenten, Reinbek bei Hamburg 1981 (Neuauflagen 1986, 1995, 2004), ISBN 3-499-50300-X
- Joseph Conrad: mit Selbstzeugnissen u. Bilddokumenten, Reinbek bei Hamburg 1988 (Neuauflage 1997), ISBN 3-499-50384-0
- Pick A Poem, Schulbuch mit Anmerkungen für Lehrer, Berlin 1991, ISBN 3-464-05948-0
- Thomas Jefferson, Reinbek bei Hamburg 1995 (Neuauflage 2010), ISBN 3-499-50405-7
- A Show Of Pictures, Illustrationen von Hans-Ruprecht Leiß, Halebüll 1996, ISBN 3-927212-23-7
- Das möcht’ ich lesen: literarische Streifzüge; Romane, Erzählungen, Gedichte, Schauspiele, Neumünster 2010, ISBN 978-3-529-02370-5
- Stimmenvielfalt: Gedichte aus Schleswig-Holstein. Vom Barock bis in die Gegenwart, Neumünster 2012, ISBN 978-3-529-02371-2